# Konosirus
Konosirus is een monotypisch geslacht van straalvinnige vissen uit de familie van haringen (Clupeidae).

## Soort
- Konosirus punctatus Richardson, 1846